# Wydział Architektury Wnętrz i Scenografii Uniwersytetu Artystycznego im. Magdaleny Abakanowicz w Poznaniu
Wydział Architektury Wnętrz i Scenografii Uniwersytetu Artystycznego im. Magdaleny Abakanowicz w Poznaniu – jeden z dziesięciu wydziałów Uniwersytetu Artystycznego im. Magdaleny Abakanowicz w Poznaniu. Jego siedziba znajduje się przy Al. Marcinkowskiego 29 w Poznaniu. Powstał w 2011 r.

## Struktura
- Katedra Architektury Wnętrz
- Katedra Scenografii
- Katedra Ubioru

## Kierunki studiów
- Architektura wnętrz
- Scenografia

## Władze
Dziekana: dr hab. Anna Regimowicz-Korytowska, prof. UAP
Prodziekana: dr. Emilia Cieśla-Jarzębowska, ad.